# Wilhelm von Maltzan
Wilhelm Friedrich August Julius von Maltzan, Freiherr zu Wartenberg und Penzlin (* 20. Februar 1854 in Moltzow; † 28. September 1933 ebenda) war ein deutscher Rittergutsbesitzer und Reichstagsabgeordneter.

## Leben

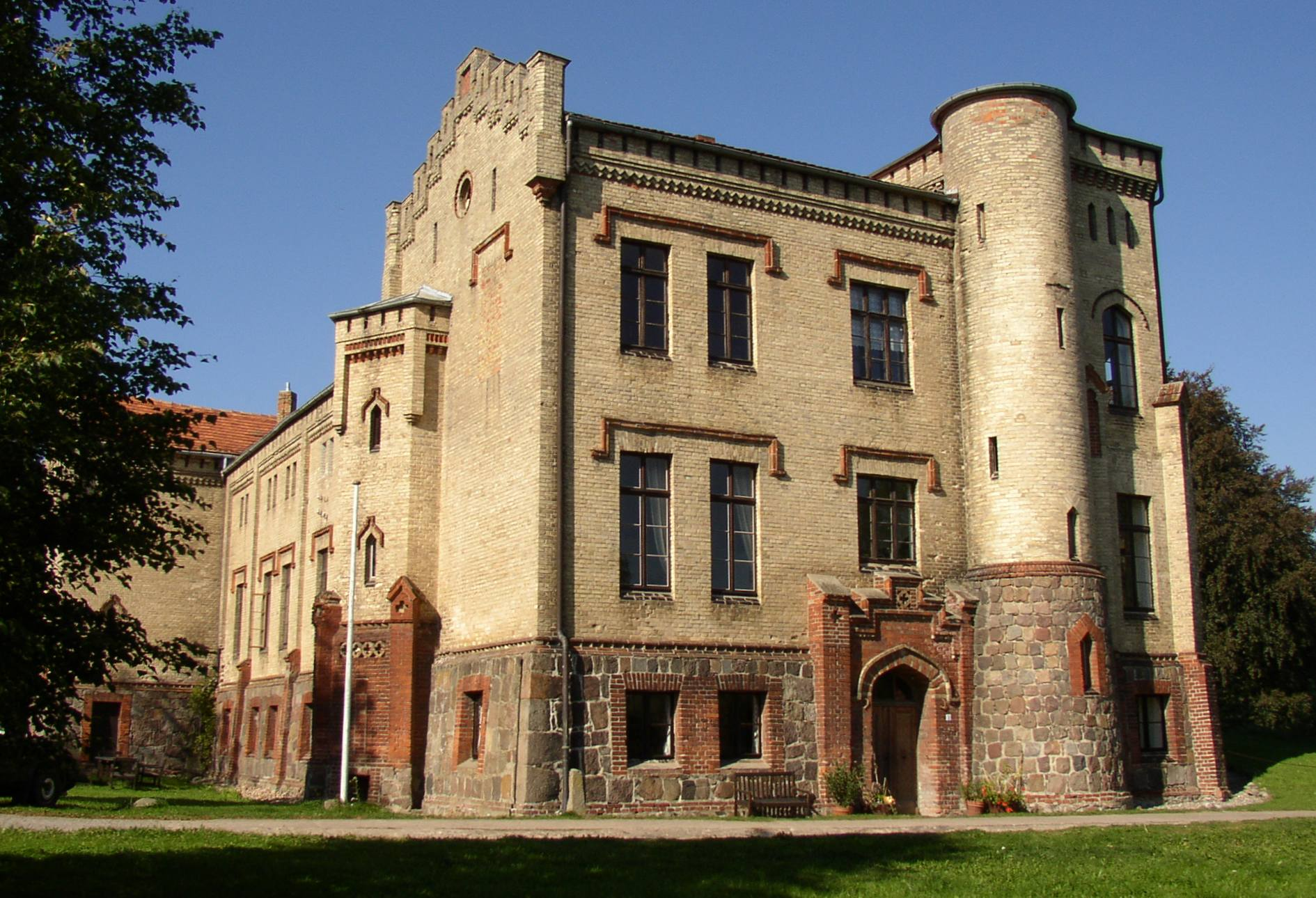
Das 1852 erbaute Gutshaus in Moltzow (2006)

Wilhelm von Maltzan (Nr. 792 der Geschlechtszählung) entstammte dem so genannten Haus Moltzow und Grubenhagen der Maltzahn. Er wurde als ältester Sohn des mecklenburgischen Gutsbesitzers, Landrat und M.d.R. Wilhelm (Joachim Ludwig) von Maltzan (1827–1862) und dessen Frau Adelheid von Oertzen-Lübbersdorf (1835–1909), Tochter des Wilhelm von Oertzen auf Lübbersdorf und der Auguste von Balthasar, geboren. Er besuchte das Katharineum zu Lübeck und studierte an der Ruprecht-Karls-Universität Heidelberg und der Georg-August-Universität Göttingen, wo er Mitglied des Corps Saxo-Borussia Heidelberg und des Corps Saxonia Göttingen wurde. Von 1877 bis 1880 war er Referendar in Merseburg und Hannover. Als Besitzer des mecklenburgischen Rittergutes Moltzow war er ab 1886 auch Deputierter der Ritterschaft des Wendischen Kreises. Im Dezember 1892 wurde er zum Landrat des Herzogtums Güstrow ernannt. Zwischen 1877 und 1878 war er als Einjährig-Freiwilliger beim Thüringischen Husaren-Regiment No. 12, später Reserveoffizier dieses Regiments und dann zur Landwehr-Kavallerie übergetreten und zuletzt bis 1893 Premier-Lieutenant der Landwehr.
Von 1893 bis 1898 war er Mitglied des Deutschen Reichstags für den Reichstagswahlkreis Großherzogtum Mecklenburg-Schwerin 4 (Waren, Malchin) und die Deutschkonservative Partei. 1916 war er Hauptdirektor für den Mecklenburgischen patriotischen Verein, ebenso einer der Hauptdirektoren beim Mecklenburgischen Ritterschaftlichen Kreditverein, hier für den Wendischen Kreis. Um 1927 weist sein Moltzower Besitz einen Umfang von 1316 ha aus, davon waren 168 ha Forsten.

## Familie
Wilhelm von Maltzahn heiratete 1879 in Göttingen Paula von Anderten (* 1859; † 1946), Tochter der Charlotte Freiin von Brandis und des Oberst a. D. Hermann von Anderten. Das Ehepaar von Maltzahn-Moltzow hatte die Töchter Ilse (Ilsemette), Adelheid und Margarete, und die Söhne Wilhelm (* 1884; † 1931) auf Schloss Grubenhagen, und Friedrich-Helmuth. Moltzow als Gut ging durch den frühen Tod des eigentlichen Erben Wilhelm von Moltzow jun. im Minorat an Friedrich-Helmuth, Ehrenritter des Johanniterordens.